# Lijst van voetbalinterlands Cyprus - Roemenië
Deze lijst van voetbalinterlands is een overzicht van alle officiële voetbalwedstrijden tussen de nationale teams van Cyprus en Roemenië. De landen hebben tot op heden zestien keer tegen elkaar gespeeld. De eerste ontmoeting was een kwalificatiewedstrijd voor het Europees kampioenschap voetbal 1968 in Nicosia op 3 december 1966. Het laatste duel, een kwalificatiewedstrijd voor het Wereldkampioenschap voetbal 2026, vond plaats op 10 juni 2025 in Boekarest.

## Wedstrijden
| №  | Plaats    | Datum            | Competitie                  | Wedstrijd         | Uitslag |
| -- | --------- | ---------------- | --------------------------- | ----------------- | ------- |
| 1  | Nicosia   | 3 december 1966  | EK 1968 kwalificatie        | Cyprus − Roemenië | 1 − 5   |
| 2  | Boekarest | 23 april 1967    | EK 1968 kwalificatie        | Roemenië − Cyprus | 7 − 0   |
| 3  | Limasol   | 13 mei 1979      | EK 1980 kwalificatie        | Cyprus − Roemenië | 1 − 1   |
| 4  | Boekarest | 18 november 1979 | EK 1980 kwalificatie        | Roemenië − Cyprus | 2 − 0   |
| 5  | Hunedoara | 1 mei 1982       | EK 1984 kwalificatie        | Roemenië − Cyprus | 3 − 1   |
| 6  | Limasol   | 12 november 1983 | EK 1984 kwalificatie        | Cyprus − Roemenië | 0 − 1   |
| 7  | Larnaca   | 29 november 1992 | WK 1994 kwalificatie        | Cyprus − Roemenië | 1 − 4   |
| 8  | Boekarest | 14 april 1993    | WK 1994 kwalificatie        | Roemenië − Cyprus | 2 − 1   |
| 9  | Limasol   | 18 augustus 1999 | Vriendschappelijk           | Cyprus − Roemenië | 2 − 2   |
| 10 | Nicosia   | 6 februari 2000  | Vriendschappelijk           | Cyprus − Roemenië | 3 − 2   |
| 11 | Constanța | 26 april 2000    | Vriendschappelijk           | Roemenië − Cyprus | 2 − 0   |
| 12 | Constanța | 16 augustus 2006 | Vriendschappelijk           | Roemenië − Cyprus | 2 − 0   |
| 13 | Paralimni | 9 februari 2011  | Vriendschappelijk           | Cyprus − Roemenië | 1 − 1   |
| 14 | Larnaca   | 12 oktober 2024  | UEFA Nations League 2024/25 | Cyprus − Roemenië | 0 − 3   |
| 15 | Boekarest | 18 november 2024 | UEFA Nations League 2024/25 | Roemenië − Cyprus | 4 − 1   |
| 16 | Boekarest | 10 juni 2025     | WK 2026 kwalificatie        | Roemenië − Cyprus | 2 – 0   |
| 17 | Nicosia   | 9 september 2025 | WK 2026 kwalificatie        | Cyprus − Roemenië | −       |

## Samenvatting
| Competitie          | Totaal gespeeld | Winst Cyprus | Gelijk | Winst Roemenië | Doelsaldo Cyprus – Roemenië |
| ------------------- | --------------- | ------------ | ------ | -------------- | --------------------------- |
| WK-kwalificatie     | 3               | 0            | 0      | 3              | 2 − 8                       |
| EK-kwalificatie     | 6               | 0            | 1      | 5              | 3 − 19                      |
| UEFA Nations League | 2               | 0            | 0      | 2              | 1 − 7                       |
| Vriendschappelijk   | 5               | 1            | 2      | 2              | 6 − 9                       |
| Totaal              | 16              | 1            | 3      | 12             | 12 − 43                     |

Wedstrijden bepaald door strafschoppen worden, in lijn met de FIFA, als een gelijkspel gerekend.
KOP · A-internationals · Bondscoaches · Statistieken · Cypriotisch vrouwenelftal · Cyprus U21 · Cyprus U20 · Cyprus U19 · Cyprus U18 · Cyprus U17 · Cyprus U16
1960 – 1969 · 
1970 – 1979 · 
1980 – 1989 · 
1990 – 1999 · 
2000 – 2009 · 
2010 – 2019 ·
2020 − 2029
1960 · 
1961 · 
1962 · 
1963 · 
1964 · 
1965 · 
1966 · 
1967 · 
1968 · 
1969 · 
1970 · 
1971 · 
1972 · 
1973 · 
1974 · 
1975 · 
1976 · 
1977 · 
1978 · 
1979 · 
1980 · 
1981 · 
1982 · 
1983 · 
1984 · 
1985 · 
1986 · 
1987 · 
1988 · 
1989 · 
1990 · 
1991 · 
1992 · 
1993 · 
1994 · 
1995 · 
1996 · 
1997 · 
1998 · 
1999 · 
2000 · 
2001 · 
2002 · 
2003 · 
2004 · 
2005 · 
2006 · 
2007 · 
2008 · 
2009 · 
2010 · 
2011 · 
2012 · 
2013 ·
2014 ·
2015 ·
2016 ·
2017 ·
2018 ·
2019 ·
2020 ·
2021 ·
2022
Albanië ·
Andorra ·
Armenië ·
Azerbeidzjan ·
België ·
Bosnië en Herzegovina ·
Bulgarije ·
Canada ·
Denemarken ·
Duitsland ·
Engeland ·
Estland ·
Faeröer ·
Finland ·
Frankrijk ·
Georgië ·
Gibraltar · 
Griekenland ·
Hongarije ·
Ierland ·
IJsland ·
Irak ·
Iran ·
Israël ·
Italië ·
Japan ·
Joegoslavië ·
Jordanië ·
Kazachstan ·
Koeweit ·
Kosovo ·
Kroatië ·
Letland ·
Libanon ·
Litouwen ·
Luxemburg ·
Malta ·
Moldavië ·
Montenegro ·
Nederland ·
Noord-Ierland ·
Noord-Macedonië ·
Noorwegen ·
Oekraïne ·
Oostenrijk ·
Polen ·
Portugal ·
Roemenië ·
Rusland ·
San Marino ·
Saoedi-Arabië ·
Schotland ·
Servië ·
Slovenië ·
Slowakije ·
Sovjet-Unie ·
Spanje ·
Syrië ·
Tsjechië ·
Tsjecho-Slowakije ·
Wales ·
Wit-Rusland ·
Zweden ·
Zwitserland
FRF · A-internationals · Selecties · Bondscoaches · Statistieken · Roemeens vrouwenelftal · Olympisch elftal · Roemenië U21 · Roemenië U20 · Roemenië U19 · Roemenië U18 · Roemenië U17 · Roemenië U16
1922 – 1929 · 
1930 – 1939 · 
1940 – 1949 · 
1950 – 1959 · 
1960 – 1969 · 
1970 – 1979 · 
1980 – 1989 · 
1990 – 1999 · 
2000 – 2009 · 
2010 – 2019 · 
2020 – 2029
EK's: 1984 · 
1996 · 
2000 · 
2008 · 
2016 · 
2024
WK's: 1930 · 
1934 · 
1938 · 
1970 · 
1990 · 
1994 · 
1998
OS: 1924 · 
1952 · 
1964 · 
2020
1922 · 
1923 · 
1924 · 
1925 · 
1926 · 
1927 · 
1928 · 
1929 · 
1930 · 
1931 · 
1932 · 
1933 · 
1934 · 
1935 · 
1936 · 
1937 · 
1938 · 
1939 · 
1940 · 
1941 · 
1942 · 
1943 · 
1944 · 
1945 · 
1946 · 
1947 · 
1948 · 
1949 · 
1950 · 
1952 · 
1952 · 
1953 · 
1954 · 
1955 · 
1956 · 
1957 · 
1958 · 
1959 · 
1960 · 
1961 · 
1962 · 
1963 · 
1964 · 
1965 · 
1966 · 
1967 · 
1968 · 
1969 · 
1970 · 
1971 · 
1972 · 
1973 · 
1974 · 
1975 · 
1976 · 
1977 · 
1978 · 
1979 · 
1980 · 
1981 · 
1982 · 
1983 · 
1984 · 
1985 · 
1986 · 
1987 · 
1988 · 
1989 · 
1990 · 
1991 · 
1992 · 
1993 · 
1994 · 
1995 · 
1996 · 
1997 · 
1998 · 
1999 · 
2000 · 
2001 · 
2002 · 
2003 · 
2004 · 
2005 · 
2006 · 
2007 · 
2008 · 
2009 · 
2010 · 
2011 · 
2012 · 
2013 · 
2014 · 
2015 ·
2016 ·
2017 ·
2018 ·
2019 ·
2020 ·
2021 ·
2022 ·
2023
Albanië ·
Algerije ·
Andorra ·
Argentinië ·
Armenië ·
Australië ·
Azerbeidzjan ·
België ·
Bolivia ·
Bosnië en Herzegovina ·
Brazilië ·
Bulgarije ·
Chili ·
China ·
Colombia ·
Congo-Kinshasa ·
Cuba ·
Cyprus ·
DDR ·
Denemarken ·
Duitsland ·
Ecuador ·
Egypte ·
Engeland ·
Estland ·
Faeröer ·
Finland ·
Frankrijk ·
Georgië ·
Griekenland ·
Honduras ·
Hongarije ·
Ierland ·
IJsland ·
Irak ·
Iran ·
Israël ·
Italië ·
Ivoorkust ·
Japan ·
Joegoslavië ·
Kameroen ·
Kazachstan · 
Kosovo · 
Kroatië ·
Letland ·
Liechtenstein ·
Litouwen ·
Luxemburg ·
Malta ·
Marokko ·
Mexico ·
Moldavië ·
Montenegro ·
Nederland ·
Nigeria ·
Noord-Ierland ·
Noord-Macedonië ·
Noorwegen ·
Oekraïne ·
Oostenrijk ·
Paraguay ·
Peru ·
Polen ·
Portugal ·
Rusland ·
San Marino ·
Schotland ·
Servië ·
Slovenië ·
Slowakije ·
Sovjet-Unie ·
Spanje ·
Trinidad en Tobago ·
Tsjechië ·
Tsjecho-Slowakije ·
Tunesië ·
Turkije ·
Turkmenistan ·
Uruguay ·
Verenigde Arabische Emiraten ·
Verenigde Staten ·
Wales ·
Wit-Rusland ·
Zuid-Korea ·
Zweden ·
Zwitserland
Albanië (2016) · 
Frankrijk (2008) · 
Frankrijk (2016) · 
Italië (2008) · 
Nederland (2008) · 
Zwitserland (2016)